# 大久野島毒ガス資料館

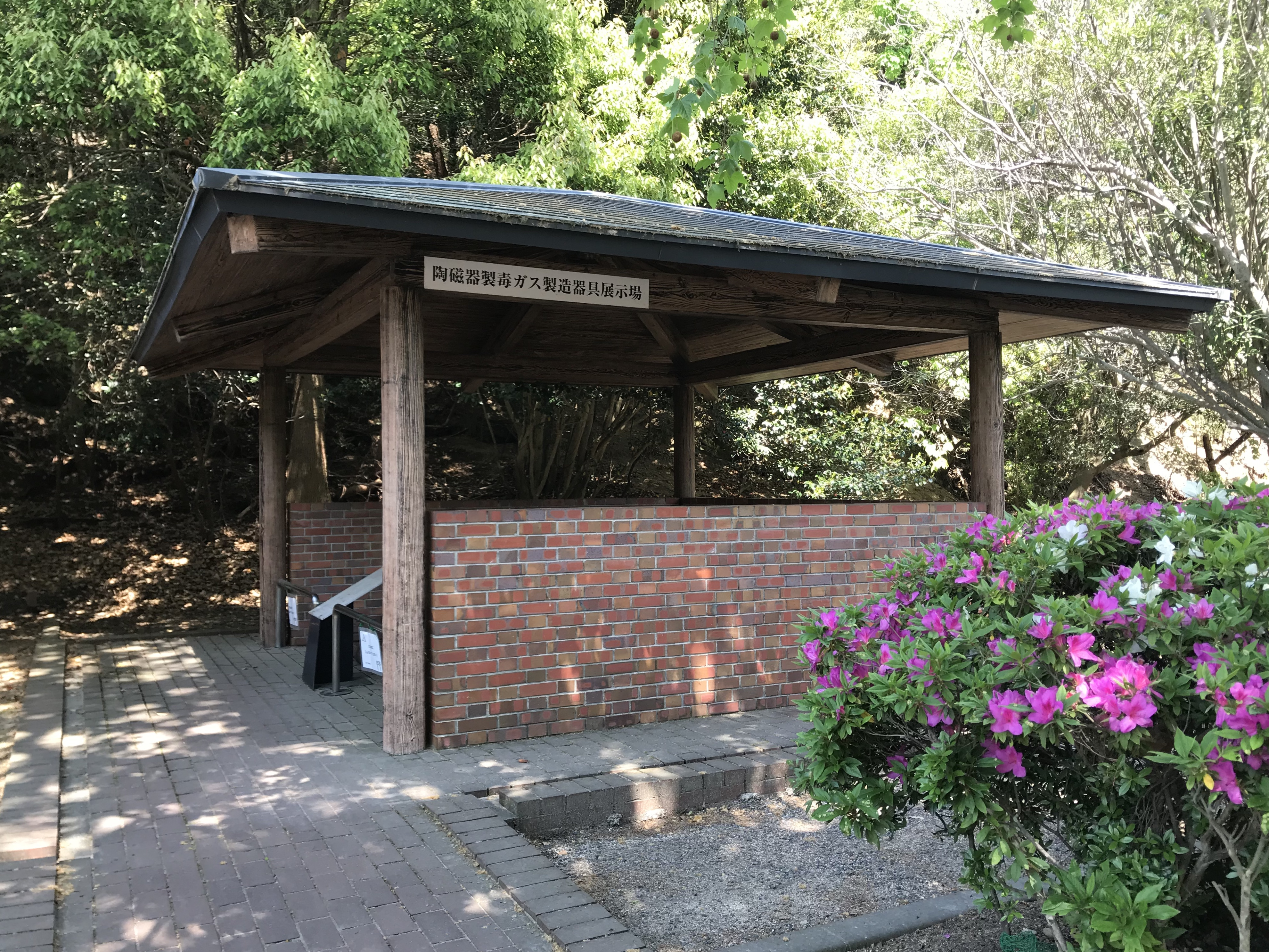
陶磁器製毒ガス製造器具展示場

大久野島毒ガス資料館（おおくのしまどくガスしりょうかん）は、広島県竹原市の大久野島にある戦争の兵器として使われた毒ガスに関する博物館である。

## 概要
この島では1929年（昭和4年）から1944年（昭和19年)あるいは1945年（昭和20年）終戦まで、秘密裏に大日本帝国陸軍によって毒ガスが製造されていた。その歴史を風化させないという地元住民の願いがあり、毒ガス資料館が建設された。
建物自体は竹原市および周辺市町の元工員や動員学徒など毒ガス被害者の数団体で結成された「大久野島毒ガス被害者対策連絡協議会」が建設し、竹原市に寄贈。1988年（昭和63年）4月、竹原市所有・連絡協の運営で開館した。この経緯は、当時島全体は環境庁(現環境省)が所有する国有地であったこと、国側は建設は許可したものの毒ガスのことを公表することに消極的であったことから。初代館長は元工員でのち竹原市役所に勤務した村上初一。
2006年から指定管理者制度を導入、2009年から「休暇村大久野島」が管理している。近年連絡協議会は高齢化によって維持活動が困難になりつつあるとして、毒ガスに関する各種資料の保存に関して国の介入を呼びかけている。
年間入場者数は、開館当初は5・6万人台、最大は1995年で約6万5千人、そこから90年代後半に減少の一途をたどり、2004年から2008年の間は2万人台、2015年時点ではウサギの島として観光客が増大したことに伴い4万人台にまで回復している。
島内には毒ガスを製造していた頃の建物が遺構として残っているが、ほぼ立ち入り禁止であることに注意が必要である。大久野島神社境内にある殉職碑は2人目の死者がでた1937年に建立されたもの、毒ガス障害死没者慰霊碑は1983年に建立されたもので、以降毎年協議会の主催で慰霊式が行われている。詳細は休暇村大久野島が公開するパンフレット『島内MAPのご案内 (PDF) 』を参照。

## 展示内容
資料は2013年時点で約600点収蔵。展示物は以下のもの。
- 旧日本軍の毒ガス製造に関する資料[3]
- 中国での旧日本軍遺棄弾[3]
- イラン・イラク戦争での遺棄弾[3]

島にある軍事遺構も含め、戦争における大量破壊兵器による悲惨さを伝えるという意味では広島平和記念資料館・原爆ドームなどと同じである。ただしこちらは加害者としての歴史、つまり中国での使用に関する資料も展示している。またイランへの医療支援として、イラン・イラク戦争での毒ガス後遺症治療にあたる医師・看護婦をそのノウハウを持つ広島の医療機関が受けいれたことが縁で、その関連資料も展示している。

## 利用情報
- 開館時間 ： 9:00 - 16:30
- 休館日 ： 年末年始
- 入館料 ： 19歳以上一般150円，団体（20名以上）120円

※次の方は，入館料が免除になります。
・19歳未満の方
・身体障害者手帳，精神障害者保健福祉手帳，療育手帳の交付を受けている方歳以上 100円、18歳以下 50円、団体割引あり

## 交通
大久野島#交通参照

## 関連文献
- 梯久美子『戦争ミュージアム　記憶の回路をつなぐ』岩波書店〈岩波新書〉、2024年。